# Liolaemus dicktracyi
Liolaemus dicktracyi — вид ігуаноподібних ящірок родини Liolaemidae. Ендемік Аргентини.

## Поширення і екологія
Liolaemus dicktracyi відомі з типової місцевості, розташованої в горах Сьєрра-де-Фаматіна, в департаменті Фаматіна, в провінції Ла-Ріоха. Вони живуть на кам'янистих гірських схилах, порослих травою і невеликими чагарниками, та серед скель. Зустрічаються на висоті від 2600 до 2800 м над рівнем моря. Живляться комахами, є живородними.

## Збереження
МСОП класифікує цей вид як вразливий. Liolaemus dicktracyi може загрожувати знищення природного середовища.